# Бяльково
Бяльково — деревня в Орехово-Зуевском муниципальном районе Московской области. Входит в состав сельского поселения Горское. Население — 83 чел. (2010).

## География
Деревня Бяльково расположена в северной части Орехово-Зуевского района, примерно в 6 км к юго-западу от города Орехово-Зуево. Высота над уровнем моря 121 м. В деревне 1 улица — Слободка. Ближайший населённый пункт — город Дрезна.

## История
В 1926 году деревня являлась центром Бяльковского сельсовета Теренинской волости Орехово-Зуевского уезда Московской губернии.
С 1929 года — населённый пункт в составе Орехово-Зуевского района Орехово-Зуевского округа Московской области, с 1930-го, в связи с упразднением округа, — в составе Орехово-Зуевского района Московской области.
До муниципальной реформы 2006 года Бяльково входило в состав Горского сельского округа Орехово-Зуевского района.

## Население
В 1926 году в деревне проживало 260 человек (108 мужчин, 152 женщины), насчитывалось 58 хозяйств, из которых 34 было крестьянских. По переписи 2002 года — 75 человек (34 мужчины, 41 женщина).
| 1926 | 2002 | 2006 | 2010 |
| ---- | ---- | ---- | ---- |
| 260  | ↘75  | ↗76  | ↗83  |